# Амба (оповідання)
«Амба» — фантастичне оповідання Олександра Бєляєва з циклу «Винаходи професора Вагнера». Опубліковано 1929 року.

## Історія
У грудні 1928 року Бєляєв поїхав із сім'єю до Ленінграда, де жив у квартирі по сусідству з кімнатою Бориса Житкова. Тут він написав «Продавець повітря», «Володар світу». Тут Бєляєв пише і багато оповідань із циклу «Винаходи професора Вагнера». Оповідання «Амба» цього циклу опубліковано 1929 року («Всесвітній слідопит», 1929 № 10). Наступного, 1930 року, Бєляєв опублікував і продовження «Амби» — оповідання «Хойті-Тойті».

## Сюжет
Оповідь ведеться від імені молодого метеоролога, який за розподілом потрапив на роботу в наукову експедицію в Абіссінії. В одному із сіл він зустрічає іншого росіянина — професора Вагнера, який вивчав у Африці мову мавп. Вагнер розповів йому, що він зміг урятувати мозок загиблого асистента професора Турнера і навіть навчився спілкуватися з ним. У момент зустрічі з оповідачем Вагнер прищепив до мозку коров'яче око, щоб той зміг показати місце, де перед своєю загибеллю (про яку мозок ще не підозрював) розлучився з пораненим Турнером. За допомогою мозку Рінга, який набув зір, Вагнер і оповідач вирушили на пошуки Турнера і змогли врятувати його.

### Особливості сюжету

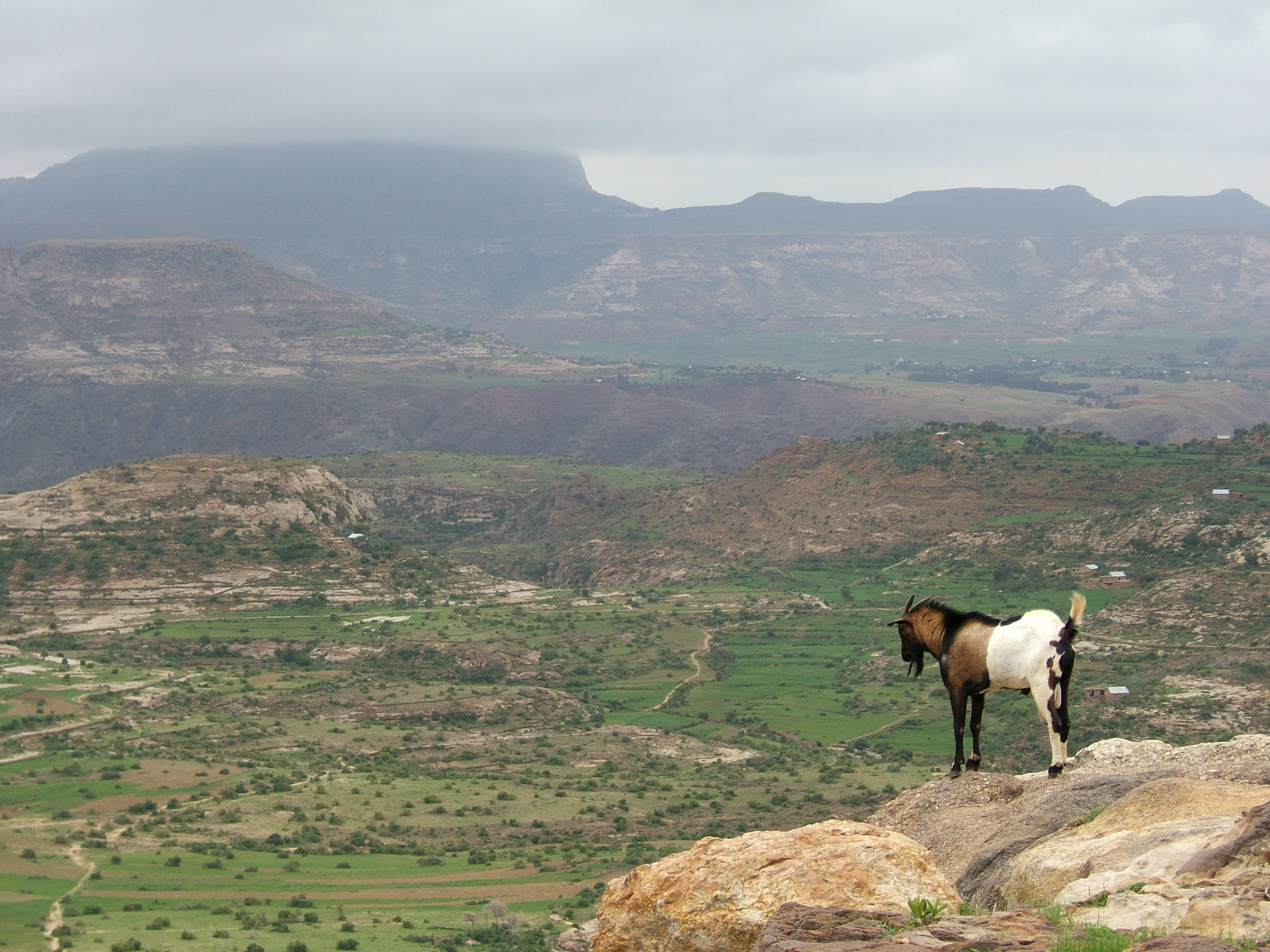
Вид на Ефіопське нагір'я

- На початку оповідання, в діалозі оповідача та його друга пояснено значення назви оповідання. Амбою називають гору з пласкою вершиною, що часто трапляється в Абіссінії, на якій автор у дитинстві мріяв оселитися і жити. Крім цього, так називають подвійний виграш у грі, наприклад, у лотереї. У цьому випадку Вагнер не лише врятував мозок загиблого Рінга, а й за допомогою останнього врятував свого друга — професора Турнера.
- Подальші пригоди мозку Рінга описано в оповіданні «Хойті-Тойті».

## Персонажі
- Оповідач — молодий учений-метеоролог, від імені якого ведеться оповідання
- Коля Бібікін — колишній друг дитинства автора
- Іван, Іан — глава роду в абісинському селі
- Вагнер — російський професор, учасник експедиції в Африці
- Генріх Решер — ботанік, асистент професора Турнера
- Рінг — загиблий асистент професора Турнера